# Alexander Ranaldson Macdonell
Alexander Ranaldson MacDonell di Glengarry (15 settembre 1773 – 17 gennaio 1828) talvolta indicato con la versione gaelica del suo nome, Alastair o Alasdair, fu il capo clan del Clan MacDonell di Glengarry. Secondo la consuetudine scozzese per un laird (proprietario terriero), MacDonell era comunemente noto come Glengarry, dal nome della sua principale tenuta.
Glengarry è ricordato per la sua personalità altezzosa e stravagante, che influenzò la caratterizzazione del personaggio di Fergus Mac-Ivor, il capo clan delle Highlands nel romanzo storico Waverley di Walter Scott, pubblicato nel 1810. Fu inoltre il quinto lord MacDonell nel sistema nobiliare giacobita.

## Biografia
Nacque il 15 settembre 1773, primogenito di nove figli di Duncan MacDonell (circa 1744–1788), capo del Clan MacDonell di Glengarry, e della moglie Marjory Grant (1744–1792), di Dalvey.
Nel 1788, divenne il quindicesimo capo del Clan MacDonell di Glengarry, ereditando ampie proprietà che si estendevano da Glengarry nelle Great Glen fino a Knoydart, sulla costa atlantica. Nel 1790 si iscrisse all'University College di Oxford.
Nel febbraio 1793, in seguito allo scoppio della guerra contro la Francia, ricevette il grado di capitano con l'incarico di reclutare una compagnia degli Strathspey Fencibles, corpo fondato da Sir James Grant, suo parente. Nell’agosto 1794 ottenne la commissione di colonnello con l’obiettivo di formare il reggimento dei Glengarry Fencibles, Highlanders reclutati nelle sue proprietà, talvolta con il ricorso a minacce di sfratto qualora la persuasione non fosse risultata efficace. Comandò il reggimento a Guernsey fino all’agosto 1796, quando rassegnò le dimissioni. Le sue aspirazioni a una carriera nell’esercito regolare britannico furono ostacolate dal comandante in capo, duca di York e Albany, forse a causa di dubbi relativi al suo carattere.
Come parte dell’uniforme del reggimento, ideò (o adottò) il Glengarry, un copricapo privo di visiera, pieghevole e a forma di barchetta, realizzato in lana pesantemente infeltrita. Presentava un toorie (una nappina) sulla sommità e nastri pendenti sul retro. Tale berretto fu successivamente adottato in diverse varianti da numerosi reggimenti scozzesi.
Il reggimento dei Glengarry Fencibles fu sciolto nel 1802. MacDonell non mantenne l’impegno di assegnare terre ai propri uomini, determinando così una migrazione di massa verso il Nord America Britannico, guidata dal cappellano del reggimento, padre Alexander MacDonell.
Entrò in conflitto con Thomas Telford e i commissari del Canale di Caledonia, allora in fase di costruzione attraverso le sue terre, pur ricavandone benefici economici.
Si considerava l’ultimo autentico rappresentante del capo delle Highlands. Indossava regolarmente l’abbigliamento tradizionale (kilt o trews) e, sulla scia dell’usanza dei suoi antenati, era solito viaggiare accompagnato da un seguito: servitori armati in tenuta completa, addetti a incarichi cerimoniali quali portargli spada e scudo, montare la guardia, declamare versi bardici e trasportarlo all’asciutto attraverso i corsi d’acqua.
Fu membro della Highland Society e della Celtic Society di Edimburgo. Nel giugno 1815 fondò una propria associazione, la Society of True Highlanders, abbandonando successivamente la Celtic Society con la motivazione che «il loro aspetto generale è artificiale e fittizio, e non hanno alcun diritto di ridicolizzare il carattere nazionale o l’abbigliamento delle Highlands». La sua contrarietà all’ammissione di membri delle Lowlands sfociò in una protesta contro il ruolo di primo piano assegnato alla Celtic Society in occasione della visita del re Giorgio IV in Scozia. Durante l’evento, compì numerose comparse teatrali non autorizzate, provocando l’irritazione di Walter Scott e degli altri organizzatori, ma suscitando tutt’al più un divertimento indulgente da parte del sovrano..
Nel 1824 avviò, senza successo, una causa presso la Corte di sessione per contestare a Ranald George Macdonald il titolo di capo del Clan Donald.

## Highland Clearances
Sebbene Walter Scott descrivesse Glengarry in una sua agiografia come «una sorta di Don Chisciotte dei nostri tempi, avendo conservato, in tutta la loro pienezza, i sentimenti del clan e della leadership, da tempo abbandonati altrove», sotto la sua autorità furono abbattuti alberi per la vendita di legname, le terre sgomberate furono affittate a pastori di pecore, e numerosi membri del clan furono costretti ad abbandonare le proprie terre a causa dell’aumento degli affitti e degli sfratti. Continuò la politica degli sgomberi per fare spazio agli allevatori di ovini, una pratica avviata da sua madre durante il periodo in cui il padre era capo clan. Gran parte del clan fu così costretta a emigrare nel Nord America britannico, evento che si inserisce nel contesto delle cosiddette Highland Clearances. Robert Burns gli dedicò un poema satirico intitolato Address of Beelzebub (Discorso di Belzebù).
La sua condotta si poneva in netto contrasto con quella del suo parente contemporaneo, il vescovo Alexander MacDonell, che operò come missionario a Lochaber e tentò di assistere i membri del clan colpiti dalla sostituzione dei piccoli poderi con aziende ovine, aiutandoli a trovare lavoro nelle Lowlands. Nel 1794 promosse la costituzione del primo reggimento dei Glengarry Fencibles, posto sotto il comando del parente Glengarry, assumendo egli stesso il ruolo di cappellano. Dopo lo scioglimento del reggimento, MacDonell ottenne una porzione di terra in Canada nel 1804 e vi si trasferì con gli ex soldati.

## Morte
Glengarry morì il 17 gennaio 1828 a Corran, sulle sponde del Loch Linnhe, a seguito di un attacco di febbre cerebrale sopraggiunto dopo un incidente avvenuto durante la fuga da un battello a vapore incagliato. Secondo quanto riportato dall’’Inverness Courier, il corteo funebre, lungo circa cinque miglia da Invergarry a Kilfinnan, fu seguito da circa 1.500 uomini e 150 gentiluomini. La bara venne trasportata all’altezza del petto da diciotto Highlander. 
Il piper personale di Glengarry,, Archie Munro, , compose un lamento funebre in suo onore, così come fece il bardo di casa, Allan MacDougall, cieco. Lo studioso Brian Osborne riferisce che «a Edimburgo, Sir Walter Scott fu mosso a comporre Il canto funebre di Glengarry, indubbia espressione del suo sincero affetto per il defunto capo clan, sebbene non ritenuta una delle sue opere letterariamente più riuscite».

## Famiglia e discendenza
Il 20 gennaio 1802 Glengarry sposò Rebecca Forbes, secondogenita di Sir William Forbes, VI baronetto di Pitsligo. Dall’unione nacquero un figlio, Aeneas Ranaldson (nato il 29 luglio 1808), e sette figlie: Elizabeth, Marcelly, Jemima Rebecca, Louisa Christian, Caroline Hester, Gulielmina Forbes ed Euphemia Margaret.
Il patrimonio di famiglia era gravato da ipoteche e debiti consistenti. Nel 1840, una volta raggiunta la maggiore età, l’unico figlio ed erede, Aeneas Ranaldson MacDonell, vendette la porzione di Glengarry della tenuta a Lord Ward, in seguito conte di Dudley, per 91.000 sterline. Qualche anno più tardi alienò anche la tenuta di Knoydart a un certo signor Baird. 
Alexander Ranaldson (1834–1862), Aeneas Robert (1835–1855) e Charles Ranaldson (1838–1868). Alexander emigrò in Australia e morì celibe a Dunedin, in Nuova Zelanda, nel 1862. Aeneas annegò all’età di vent’anni, mentre Charles perse la vita in mare nel 1868 durante il viaggio di ritorno dalla Nuova Zelanda. 
Delle tre figlie sopravvissute, solo Helen Rebecca si sposò e lasciò discendenza; nel 1887 risultava essere l’unica erede del padre. Nel 1865 andò in sposa al capitano John Cuninghame di Balgownie, nel Fife, da cui ebbe discendenti.
La sesta figlia di Glengarry, Gulielmina, sposò Hugh Horatio Brown, avvocato del Midlothian, e fu madre dello storico di Venezia Horatio Brown.